# بیمارستان آگیوس آندریاس
بیمارستان آگیوس آندریاس (به لاتین: Agios Andreas Hospital) یک بیمارستان در یونان است که در پاتراس واقع شده‌است.